# Илиана Жекова
Илиана Петкова Жекова е български политик и психолог от ГЕРБ. Народен представител от ГЕРБ в XLV, XLVI, XLVII и XLVIII народно събрание.

## Биография
Илиана Жекова е родена на 27 юли 1972 г. в град Казанлък, Народна република България. Завършва специалностите „Социални дейности“ и „Психология“ във Великотърновския университет „Св. св. Кирил и Методий“. На местните избори през 2019 г. е избрана за общински съветник от ГЕРБ в Общински съвет – Казанлък, където до избирането ѝ за народен представител в XLV народно събрание е и ръководител на групата общинските съветници от ГЕРБ.
Била е социален работник в Дирекция „Социално подпомагане“ – Казанлък, след това директор на дирекция „Бюро по труда“ – Казанлък към Агенцията по заетостта.